# Глухий перетин
Глухи́й пере́тин — однорівневий перетин залізничних колій, що влаштовується без стрілок, що виключає перехід рухомого складу з однієї колії на іншу. При цьому утворювати глухий перетин можуть коліями, які мають різну ширину колії.
Глухі перетини є джерелом потенційної небезпеки, так як на них можливо зіткнення поїздів, тому проїзд через глухі перетини регулюється залізничної сигналізацією. Також можливий схід поїздів з рейок.
Глухі перетини досить поширені в США та в Канаді. Пов'язано це з тим, що при перетині залізниць, що належали різним компаніям, не було необхідності в забезпеченні можливості переходу поїздів з однієї колії на іншу. Окрім того, будівництво залізничних шляхопроводів є досить дороге, зважаючи на невеликі допустимі поздовжні похили залізниць.
Зустрічаються глухі перетини між залізничними і трамвайними коліями, хоча сучасні регламентації забороняють їх. На коліях міських трамваїв також зустрічаються глухі перетини.